# Notorious (1946)
Notorious (bra Interlúdio; prt Difamação) é um filme estadunidense de 1946, dos gêneros espionagem e Noir, dirigido e produzido por Alfred Hitchcock. O roteiro adaptado por Ben Hecht, Clifford Odets e Hitchcock é baseado em The Song of the Dragon, história de John Taintor Foote, que não foi creditado como roteirista. Estrelado por Cary Grant, Ingrid Bergman e Claude Rains como três pessoas cujas vidas se tornam intimamente emaranhadas durante uma operação de espionagem.
O filme segue o agente do governo dos Estados Unidos T. R. Devlin (Grant), que conta com a ajuda de Alicia Huberman (Bergman), filha de um criminoso de guerra alemão, para se infiltrar em um círculo de executivos da IG Farben escondidos no Rio de Janeiro após a Segunda Guerra Mundial. A situação se complica quando os dois se apaixonam enquanto Huberman é instruído a seduzir Alex Sebastian (Rains), um executivo da Farben que já havia sido apaixonado por ela. Foi filmado no final de 1945 e início de 1946, e lançado pela RKO Radio Pictures em agosto de 1946.
Notorius recebeu aclamação da crítica especializada onde elogiaram a direção de Hitchcock, a atuação e química de Ingrid Bergman com Cary Grant e seu arco final. Em 2006, foi selecionado para preservação no National Film Registry dos Estados Unidos pela Biblioteca do Congresso como sendo "cultural, histórica ou esteticamente significativo". O filme considerado por críticos e estudiosos um divisor de águas na carreira de Hitchcock e também é notável por ser um dos primeiros filmes de Hollywood onde a trama se passa no Brasil.

## Sinopse
Um agente do governo estadunidense chantageia a filha de um nazista, para forçá-la a espionar um agente alemão que mora no Rio de Janeiro.

## Elenco
- Cary Grant como T. R. Devlin.[4]
- Ingrid Bergman como Alicia Huberman.[4]
- Claude Rains como Alexander Sebastian.[4]
- Leopoldine Konstantin como Madame Anna Sebastian.[4]
- Louis Calhern como Capitão Paul Prescott, o oficial do Serviço secreto dos Estados Unidos.[4]
- Reinhold Schünzel como Dr. Anderson, um conspirador nazista.[4]
- Moroni Olsen como Walter Beardsley, um servidor do serviço secreto.[4]
- Ivan Triesault como Eric Mathis, um conspirador nazista.[4]
- Alexis Minotis como Joseph.[4]
- Wally Brown como Sr. Hopkins.[4]
- Sr. Charles Mendl como O Comodante.[4]
- Ricardo Costa como Dr. Julio Barbosa.[4]
- Eberhard Krumschmidt como Emil Hukpa.[4]
- Fay Baker como Ethel.[4]
- Bea Benaderet como File Clerk (não creditado).[4]
- Peter von Zerneck como Wilhelm Rossner, (não creditado).[4]
- Friedrich von Ledebur como Knerr, (não creditado).[4]

Como em todos os seus filmes, Alfred Hitchcock faz uma pequena participação interpretando um homem que aparece bebendo na festa durante a cena inicial no filme.

## Produção

### Pré-produção
A premissa ocorreu cerca de dois anos antes, em agosto de 1944, durante um almoço entre Hitchcock e a editora de história de Selznick, Margaret McDonell. Seu memorando para Selznick dizia que Hitchcock estava "muito ansioso para fazer uma história sobre truques de confiança em grande escala [com] Ingrid Bergman [como] uma espiã... Seu treinamento seria tão elaborado quanto o treinamento de uma Mata Hari". Hitchcock continuou sua conversa algumas semanas depois, desta vez jantando no Chasen's com William Dozier, um executivo do estúdio RKO, e apresentando-a como "a história de uma mulher vendida por fins políticos para a escravidão sexual". O nome desse rascunho era; Notorius. O argumento foi convincente: Dozier rapidamente entrou em negociações com Selznick, oferecendo-se para comprar a propriedade e empregar seus funcionários para a produção do filme na RKO.
O extremo interesse de Dozier reacendeu o de Selznick, que até então tinha sido apenas morno em relação ao roteiro. Talvez o roteiro tenha sido inspirado em "The Song of the Dragon", um conto de John Taintor Foote que apareceu em uma série de duas partes no Saturday Evening Post em novembro de 1921; Selznick, que detinha os direitos sobre ele, o havia passado para Hitchcock a partir de seu arquivo de história não produzido durante as filmagens de Spellbound (1945). Ambientado durante a Primeira Guerra Mundial em Nova York, "The Song of the Dragon" contava a história de um roteirista de peças de teatros abordado por agentes federais, que queria sua ajuda no recrutamento de uma atriz com quem teve um relacionamento para seduzir o líder de uma gangue de sabotadores inimigos.  Embora a história fosse um ponto de partida nominal que ofereceu alguma inspiração, "a trama do filme é puro Hitchcock".
Hitchcock viajou para a Inglaterra no Natal de 1944 e, quando voltou, tinha um esboço para Selznick ler. O produtor aprovou o esboço , e Hitchcock mudou-se para Nyack em Nova York, para três semanas de colaboração com Ben Hecht, com quem havia acabado de trabalhar em Spellbound (1945). Os dois trabalhariam na casa de Hecht, com Hitchcock reaparecendo à noite no St. Regis New York. Os dois tiveram uma parceria de trabalho extraordinariamente tranquila e frutífera, em parte porque Hecht realmente não se importou com o quanto Hitchcock reescreveu totalmente algumas cenas.
"Suas conferências de histórias foram idílicas. O Sr. Hecht andava de um lado para outro ou se pendurava na cadeira ou sofá, ou se esparramava artisticamente no chão. O Sr. Hitchcock, um Buda de 80 quilos (reduzido de 295), sentava-se recatadamente em uma cadeira de encosto reto, as mãos cruzadas na barriga, os olhos redondos de botão brilhando. Eles falavam das nove às seis; O Sr. Hecht fugia com sua máquina de escrever por dois ou três dias; então eles teriam outra conferência. A pomba da paz não perdeu uma pena no processo".
Hitchcock entregou o roteiro dele e de Hecht para Selznick no final de março, mas o produtor estava se envolvendo ainda mais nos problemas turbulentos de seu épico western, Duelo ao Sol. No início, ele ordenou conferências de histórias em sua casa, geralmente com início às onze horas. para profundo aborrecimento de Hecht e Hitchcock. Os dois jantariam no Romanoff's e "juntariam suas defesas sobre o que Hitchcock pensava ser um roteiro de primeira classe". Em breve, porém, os problemas de "Duelo ao Sol" foram resolvidos e Selznick reelegeu Notorious.
Entre as muitas mudanças na história original estava a introdução de um MacGuffin: um depósito de urânio mantido pelos nazistas na adega de Sebastian. Na época, não era de conhecimento comum que o urânio estava sendo usado no desenvolvimento da bomba atômica, e Selznick teve problemas para entender seu uso como um artifício para trama. Na verdade, Hitchcock mais tarde afirmou que foi perseguido pelo FBI por vários meses depois que ele e Hecht discutiram urânio com Robert Andrews Millikan no Caltech em meados de 1945. De qualquer forma, o lançamento da bomba atômica em Hiroshima em 6 de agosto de 1945 e a divulgação dos detalhes do Projeto Manhattan afastaram quaisquer dúvidas sobre seu uso.
Em junho de 1945, Notorious atingiu seu ponto de inflexão. Selznick "estava perdendo a fé em um filme que nunca o interessou realmente"; O MacGuffin no roteiro ainda o incomodava, assim como o personagem Devlin, e ele temia que o público não gostasse da personalidade de Alicia. Mais preocupante, porém, foi a drenagem de suas reservas de dólares pelo voraz Duelo ao sol. Finalmente, ele concordou em vender o roteiro de Notorious para RKO.
O negócio foi uma situação onde ambos ganharam: Selznick recebeu $ 800.000 em dinheiro, mais 50% dos lucros, RKO obteve uma produção de prestígio com uma estrela em ascensão (Ingmar Bergman) e um diretor emergente; Alfred Hitchcock. Hitchocok também conseguiu ser seu próprio produtor pela primeira vez, um passo importante para ele: "supervisionando tudo, desde o polimento do roteiro até a negociação de uma miríade de detalhes de pós-produção, o diretor poderia demonstrar para a indústria em geral sua habilidade como um executivo". A RKO assumiu o projeto em meados de julho de 1945 e mobiliou escritórios, estúdios e ficou responsável por sua distribuição.
Não havia como escapar completamente de Selznick, no entanto. Ele argumentou que sua participação de 50% nos lucros ainda lhe dava direito a contribuir com o projeto. Ele ainda ditou vários memorandos sobre o roteiro e tentou tirar Cary Grant do elenco em favor de seu contratado, Joseph Cotten. Quando os Estados Unidos lançaram as duas bombas atômicas sobre o Japão em agosto, os memorandos começaram de novo e se concentraram principalmente na contínua insatisfação de Selznick com o roteiro. Hitchcock estava no exterior; então Dozier chamou o dramaturgo Clifford Odets, que anteriormente escreveu None But the Lonely Heart para RKO e Grant, para fazer uma reescrita. Com Hitchcock e Selznick ocupados, a assistente de roteiro de Selznick, Barbara Keon, seria seu único contato. O roteiro de Odets tentou trazer mais atmosfera para a história do que anteriormente. "Estendendo o alcance emocional dos personagens, ele intensificou a paixão de Devlin e Alicia e o tédio aristocrático de Alex Sebastian. Ele também adicionou uma "dose de alta cultura" para suavizar Alicia: ela cita  poesia francesa e canta Schubert. Mas seu rascunho não fez nada por Selznick, que ainda pensava que faltava dimensão aos personagens, que Devlin ainda carecia de charme e que os amantes dormirem juntos podem "desvalorizar Alicia aos olhos do público". No final das contas, o roteiro de Odete não serviu para nada: Hitchcock aparentemente não usou nada disso.
O que ele tinha em mãos, porém, era o roteiro de "... um filme de Hitchcock consumado, em todos os sentidos repleto de paixão, texturas e níveis de significado".

### Produção
As filmagens de Notorious começaram em 22 de outubro de 1945 E terminou em fevereiro de 1946. A produção foi estruturada da maneira que Hitchcock preferia: com quase todas as filmagens feitas em ambientes internos, em estúdios de som RKO, até mesmo cenas aparentemente "externas" obtidas com tomadas de processo de projeção traseira. Isso deu a ele o máximo controle de sua filmagem ao longo do dia; à noite, ele exercia controle semelhante sobre os soirées noturnos em sua casa em Bellagio Road. A única cena que exigia filmagem ao ar livre era aquela no clube de equitação onde Devlin e Alicia planejam encontrar Alexander Sebastian a cavalo; esta cena foi filmada no Los Angeles County Arboretum and Botanic Garden em Arcadia na Califórnia. As equipes da segunda unidade filmaram o estabelecimento de exteriores e imagens de projeção traseira em Miami, Rio de Janeiro e na pista do Parque de Santa Anita.
Com tudo ligado ao palco, a produção era tranquila e os problemas eram poucos e pequenos - por exemplo, Claude Rains, que era três ou dez centímetros mais baixo que Ingrid Bergman. [Tem] essa história de você ser anão com uma mulher, a Srta. Bergman, que é muito alta", brincou o diretor com Rains. Para as cenas em que Rains e Bergman iam andar de mãos dadas, Hitchcock idealizou um sistema de rampas que aumentava a altura de Rains, mas não era visto pela câmera. Ele também sugeriu que Rains experimentasse Sapatos altos: "Ande com eles, durma com eles, fique confortável com eles." Rains disse sim, e depois os usou. Hitchcock deu a Rains a escolha de interpretar Sebastian com sotaque alemão ou inglês; Rains escolheu o último. Os vestidos de Ingrid Bergman foram de Edith Head, em uma de suas muitas colaborações com Hitchcock.

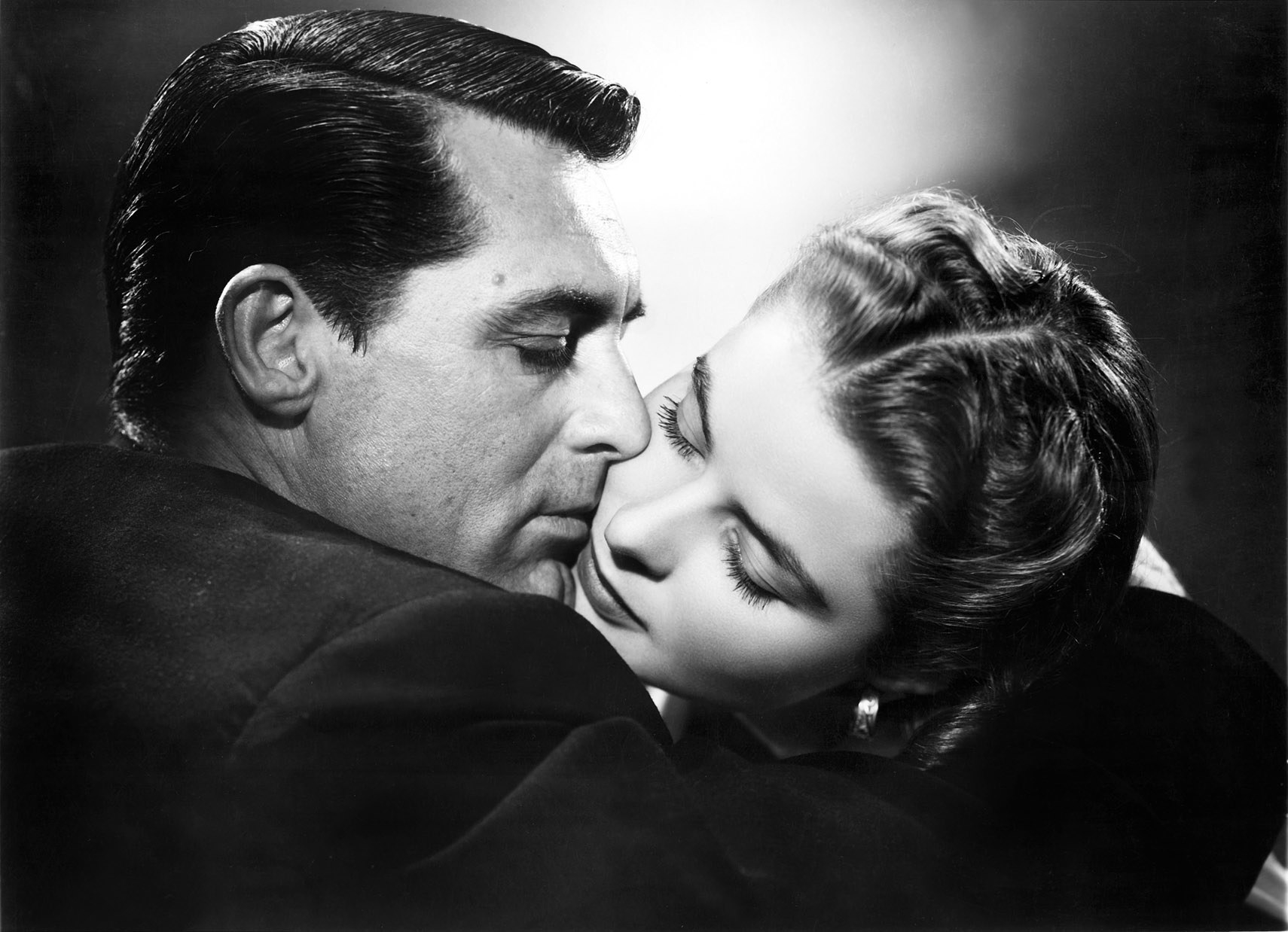
Se estendendo por minutos: um longo beijo que conseguiu driblar o Código Hays que proibia beijos por mais de três segundos.

Uma das cenas marcantes em Notorious é o beijo de dois minutos e meio que Hitchcock interrompia a cada três segundos para deslizar a cena através da quebra da regra de três segundos no Código Hays. “As duas estrelas estavam preocupadas com a sensação de estranheza”, escreve o biógrafo McGilligan. “Ficar se aninhando com a câmera atrás deles parecia 'muito estranho' para os atores durante as filmagens, de acordo com Bergman. 'Não se preocupe', Hitchcock garantiu a ela; 'Vai ficar bem na tela". Embora a produção tenha decorrido sem problemas, teve alguns aspectos inusitados. A primeira foi a ajuda de Cary Grant para com Ingrid Bergman, de uma forma que "foi extremamente calma e nitidamente incomum para ele".  Embora esta fosse a segunda saída de Bergman com Hitchcock (o primeiro foi o recém-terminado Spellbound), ela estava nervosa e insegura desde o início das filmagens. O frequentemente temperamental, às vezes retraído Grant, no entanto, chegava as filmagens "cheio de pique".
Havia duas turbulências apaixonadas acontecendo no set e ambas serviram para informar o produto final: uma era a paixão crescente de Hitchcock por Bergman, e a outra era seu caso torturante com Robert Capa. Como resultado dessa conexão simpática, e "para cumprir a lógica mais profunda de Notorious, Hitchcock fez algo sem precedentes em sua carreira: fez de Ingrid sua colaboradora mais próxima no filme".

#### Trilha sonora
As música criadas para Notorious é a menos celebrada das principais trilhas sonoras de Hitchcock, escreve o estudioso do cinema Jack Sullivan, sobre a qual poucos escritores ou fãs falam. "A negligência é lamentável, pois Roy Webb compôs uma das trilhas sonoras mais habilmente projetadas de qualquer filme de Hitchcock. Ela tece um feitiço único, um Hitchcock não tinha conjurado antes".  O compositor foi Roy Webb, um compositor da equipe RKO, que mais recentemente fez a trilha sonora dos filmes dark do diretor Val Lewton para aquele estúdio. Ele escreveu a canção de luta para a Universidade de Columbia enquanto estava lá na década de 1920, depois serviu como assistente do compositor de cinema Max Steiner até 1935; sua reputação era "confiável, mas nada glamorosa". Hitchcock tentou obter Bernard Herrmann para Notorious, mas Herrmann não estava disponível; Webb também era fã de Herrmann: "Benny escreve a melhor música de Hollywood, com o mínimo de notas", disse ele.
Ele ficou chateado por nenhuma música pop de sucesso ter saído de seu filme anterior de Hitchcock, Spellbound, então ele considerou dezoito "músicas sentimentais pegajosas".  Alicia e Devlin se apaixonam rapidamente quando chegam ao Rio de Janeiro, e Webb usa pandeiros, guitarras, bateria e trompetes brasileiros típicos na música brasileira para fornecer "preliminares sensuais para o tumultuoso caso de amor".

## Temas
O tema predominante em Notorious é a confiança - confiança retida ou concedida livremente.  T. R. Devlin leva muito tempo para encontrar sua confiança, enquanto Alexander Sebastian oferece a sua facilmente - e acaba pagando um alto preço por isso. Da mesma forma, o filme aborda a necessidade da mulher de ser confiável e a necessidade do homem de se abrir para o amor.
Sullivan escreve que Devlin usa Alicia como isca sexual, se recusa a assumir qualquer responsabilidade por seu papel e fica arrasado quando ela faz um trabalho excelente. Alicia se vê friamente manipulada pelo homem que ama, vê seu comportamento notório explorado para fins políticos e, em seguida, teme ser abandonado pelo amante que a colocou na terrível situação de espionar o colega nazista de seu falecido pai dormindo com ele - um homem que genuinamente a ama, talvez mais do que Devlin. Alex é o vilão mais dolorosamente simpático de Hitchcock, impulsionado por seu profundo ciúme e raiva - para não mencionar seu fascínio por uma mãe castradora - culminando em um imperativo abrupto e absoluto de matar o amor de sua vida.
A própria mãe de Hitchcock morreu em setembro de 1942, e Notorious é a primeira vez que ele aborda os problemas de sua mãe de frente. "Em Notorious, o papel da mãe é finalmente totalmente apresentado e examinado. Não mais relegada à uma mera participação em conversas, ela aparece aqui como uma personagem principal em um filme de Hitchcock, e tudo de uma vez - como mais tarde, através de Psycho (1960), Os Pássaros (1963) e Marnie (1964) — Hitchcock começou a fazer da figura materna um repositório pessoal de sua raiva, culpa, ressentimento e um triste anseio". Ao mesmo tempo, ele confundiu o amor materno com o amor erótico, e de forma pungente, tanto no filme quanto na vida de seu diretor, "ambos os tipos de amor eram de fato limitados ao desejo e à fantasia e às expectativas não realizadas".
O tema do alcoolismo permeia o filme do começo ao fim: para Alicia é uma fuga da culpa e da dor, ou mesmo até mesmo totalmente prazerosa. Quando um convidado da festa de abertura diz que ela já bebeu demais, ela zomba: "A bebida importante ainda não começou." Ela camufla a rejeição emocional com uísque, na festa de inauguração, no café ao ar livre no Rio e no apartamento do Rio. então beber se torna ainda mais perigoso quando os Sebastian administram seu veneno através do café de Alicia. Até o MacGuffin vem embalado em uma garrafa de vinho. "Toda a bebida não tem valor e, finalmente, é perigosa".
Produzido durante à Segunda Guerra Mundial, o tema do patriotismo - e seus limites - torna "surpreendente que o filme tenha sido produzido (e que foi um sucesso tão imediato), uma vez que contém um diálogo tão contundente sobre a prostituição patrocinada pelo governo: a chantagem sexual é a ideia dos agentes de inteligência americanos, que estão alegremente dispostos a explorar uma mulher (e até mesmo deixá-la morrer) para servir aos seus próprios fins. A descrição da obscuridade moral dos funcionários americanos era sem precedentes em Hollywood, especialmente em 1945, quando a vitória dos Aliados deu início a uma era de compreensível, mas, em última análise, perigoso, chauvinismo na vida americana".

## Lançamento
Notorious teve sua estreia no Radio City Music Hall em Nova York em 15 de agosto de 1946, com a presença de Hitchcock, Bergman e Grant.

### Mídia doméstica e streaming
A primeira mídia doméstica do filme foi em 1996 quando foi lançado em VHS. Teve um relançamento em Blu-ray em janeiro de 2019. O filme está disponível no catálogo da Lumine TV, Net Now e Telecine.

## Recepção

### Bilheteria
O filme arrecadou US$ 4,85 milhões nos Estados Unidos e Canadá em seu primeiro lançamento, tornando-se a oitava maior bilheteria do ano. No exterior, faturou US $ 2,3 milhões, arrecadando mundialmente US$ 7,15 milhões, gerando para a RKO um lucro de US$ 1.010.000. Ao todo o filme lucrou mais de 24 milhões de dólares.

### Resposta Crítica
Logo em sua estreia recebeu aclamação entre a crítica especializada. Escrevendo no The New York Times, Bosley Crowther elogiou o filme, escrevendo: "O Sr. Hecht escreveu, e o Sr. Hitchcock dirigiu em estilo brilhante, um melodrama romântico que é quase tão emocionante quanto parece - veludo suave em ação dramática, afiado e seguro em seus personagens, e fortemente carregado com a intensidade do apelo emocional caloroso". Leslie Halliwell, recomendou Notorious: "Suspense romântico excelente contendo alguns dos melhores trabalhos de Hitchcock". Roger Ebert deu nota 4 de 4 estrelas ao filme o chamando de "elegante, charmoso e belo".
Hoje em dia adquiriu status de Cult. No Rotten Tomatoes o filme tem uma avaliação geral positiva de 98%, com uma avaliação média de 8.9/10 baseada em 44 avaliações, com um consenso de: "Direção sublime de Hitchcock e performances centrais incríveis de Ingrid Bergman e Cary Grant tornam este um clássico autêntico digno de revisita". No Metacritic o filme tem 100% de aprovação  ganhando a classificação de "Aclamação universal". Nigel Andrews da Financial Times deu um total de 5 estrelas ao filme elogiando a direção de Hitchocok e afirmando que o filme do início ao fim é "totalmente hipnótico". A "Times Britânica" chamou o filme de "um tango romântico incrível" e diz que seu únicos defeito é a edição que nas palavras dele é: "eficiente em alguns momentos e em outros não". A versão da Times para a rádio foi ainda mais positiva dando um total de 5 estrelas. Mike Massie do portal Gone With The Twins elogiou o filme e afirmou que é "um suspense de roer as unhas".
O brasileiro Plano crítico elogiou o filme pelo fato de não conter estereótipos do Brasil e também elogiou a química de Ingrid Bergman com Cary Grant afirmando que: " [é] tão perfeita que é difícil até de prestar atenção na trama do filme". O único crítico contemporâneo que não gosta do filme é Luke Y. Thompson que chamou o filme de "datado".

## Reconhecimento
Considerado um dos melhores, mais essenciais filmes de 1946 e um dos melhores filmes de Alfred Hitchcock. Em 2006, O filme foi considerado "culturalmente, historicamente e esteticamente significativo" pela Biblioteca do Congresso dos Estados Unidos e selecionado para preservação no National Film Registry. Foi considerado um dos melhores filmes de todos os tempos pela Empire, Entertainment Weekly, e Roger Ebert. O cineasta Woody Allen cita Notorius como um dos seus filmes preferidos. O American Film Institute colocou Notorius na llista de 100 YEARS...100 THRILLS E 100 Years... 100 Passions.

## Principais prêmios e indicações
Foi indicado ao prêmio do Festival de Cannes de 1946. Claude Rains foi indicado ao Oscar de Melhor Ator Coadjuvante, e Ben Hecht foi indicado ao Oscar de melhor Roteiro Original.